# Noyades de Nantes
Les noyades de Nantes sont un épisode de la Terreur qui a eu lieu entre novembre 1793 et février 1794 à Nantes. Pendant cette brève période, des milliers de personnes, suspectes aux yeux de la République (prisonniers politiques, de guerre, de droit commun, gens d'Église et leurs familles), ont été noyées dans la Loire sur ordre de Jean-Baptiste Carrier. Ces victimes meurent ainsi dans ce que Carrier appelle le « Torrent révolutionnaire » ou la « baignoire nationale ».

## Situation
Nantes était assiégée par tous les fléaux qu'une guerre civile entraîne. Les menaces épidémiques et les difficultés alimentaires ne sont pas niables. Nourrir plus de dix mille prisonniers représente une charge pour Nantes. Jean-Baptiste Carrier voulait ravitailler d'abord l'armée sous ses ordres et ensuite pourvoir la ville.

### Crainte de l'épidémie
La crainte de l'épidémie de typhus a été avancée pour justifier la décision d'isoler les détenus à la prison de l'Entrepôt des cafés puis sur des navires mouillés dans le port de Nantes ; elle a servi de prétexte à vider les prisons du centre-ville. Les pertes enregistrées dans le personnel de surveillance, le corps médical, les infirmiers, les juges même, ont semé l'effroi chez les responsables révolutionnaires, la crainte de perdre leur avantage, et les ont incités au pire. Plutôt que de périr de la maladie avec leurs prisonniers politiques, ils ont préféré les massacrer.

### Conférences du 4-5 décembre 1793 (14 et 15 frimaire an II)
Le 4 décembre 1793 au soir, Jean-Baptiste Carrier, les membres principaux du Comité révolutionnaire de Nantes, François Louis Phelippes-Tronjolly et ses collègues, Julien Minée pour le département, Renard pour la municipalité, des représentants de Vincent-la-montagne, se réunissent. Ils décident de constituer un jury chargé de dresser une liste de proscrits. Le 5 décembre 1793 plus de trois cents noms seront couchés sur le papier. Il ne reste plus qu'à ordonner l'exécution.
Pour cela, Carrier imagine un procédé radical. Il indiquera dans son plaidoyer que les malades laissés par les Vendéens à Château-Gontier en octobre 1793 avaient déjà été noyés dans la Mayenne. Il répliqua ainsi ce procédé à Nantes appelé « déportation verticale » ou « baptême patriotique » : il fait embarquer les condamnés sur des barques à fond plat qui sont coulées au milieu de la Loire, au niveau de Chantenay. Les exécutions ont lieu de nuit pour plus de discrétion, mais les corps flottent ensuite en surface aux yeux des Nantais. Ces massacres laissèrent ainsi des traces d'horreur dans la mémoire de tous à l'époque.

### Identité des noyeurs
Ils se divisent en deux groupes :
- La compagnie révolutionnaire Marat ;
- Guillaume Lamberty et ses hommes.

## Noyades

### Première noyade

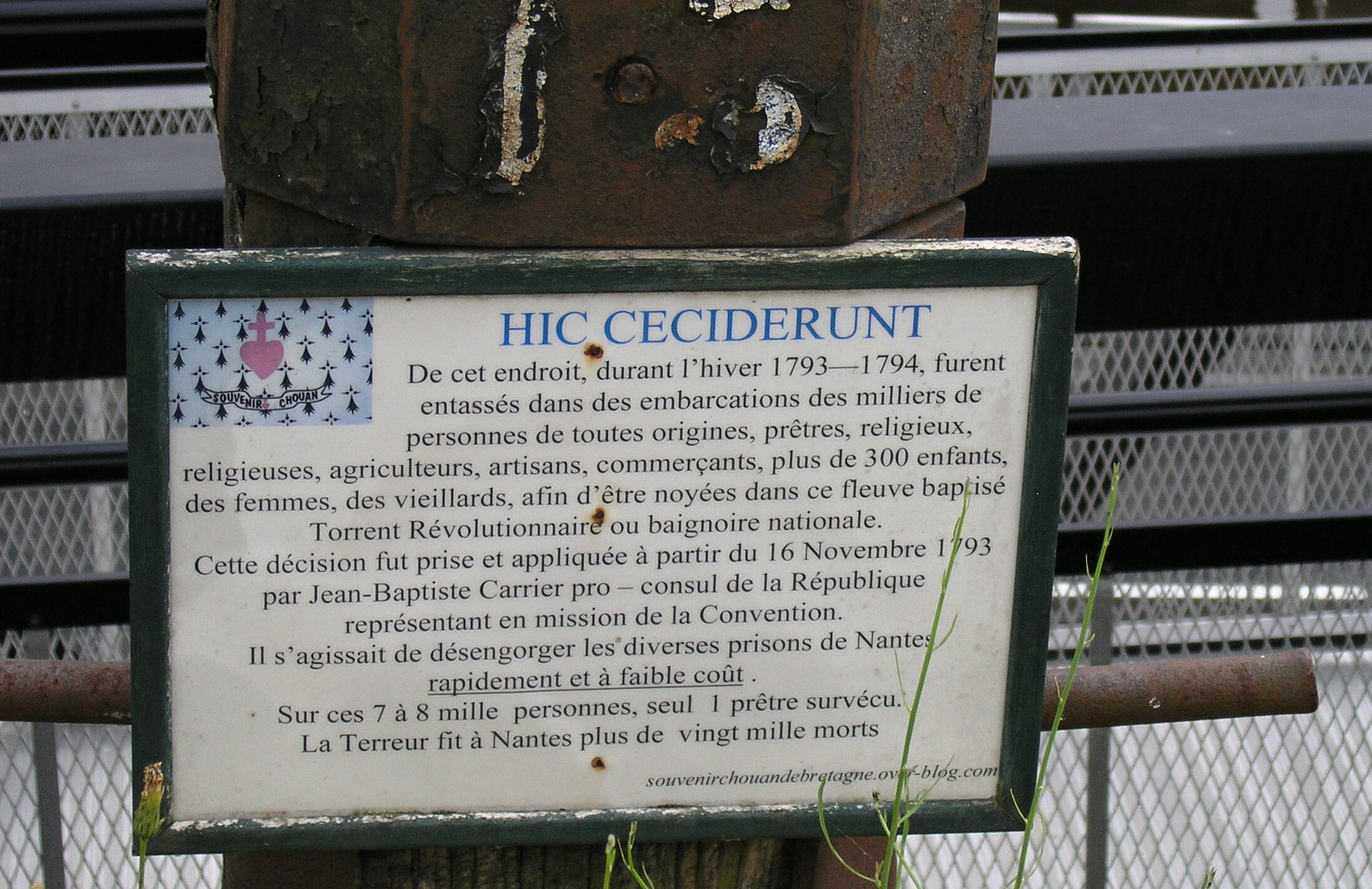
Plaque commémorative, située sur le quai de la Fosse, au niveau du ponton Belem à l'aval du pont Anne-de-Bretagne.

Les prêtres réfractaires figurent parmi les premiers prisonniers détenus à Nantes. Ceux pris dans le département sont enfermés d’abord au couvent Saint-Clément, puis aux Carmélites. Le 5 juillet, ils sont envoyés à Chantenay sur un ponton, La Thérèse, où les conditions de détention sont terribles à cause de la chaleur. La plupart des prêtres sont transférés le 19 juillet ou le 6 août au couvent des Petits-Capucins et à l’Hermitage, où les conditions de détention sont plus supportables. Mais le 25 octobre, sur ordre du Comité révolutionnaire de Nantes, tous les prêtres des Petits-Capucins sont renvoyés dans un ponton, sur le navire La Gloire mouillant à la Sécherie.
Dans la nuit du 17 novembre, un groupe de révolutionnaires commandés par l’adjudant-général Guillaume Lamberty et Fouquet viennent établir un corps de garde à la Sécherie, dans l’auberge de la femme Pichot ; celle-ci, selon son témoignage, « les vit amener une sapine ou chaland dans lequel des charpentiers faisaient des ouvertures, sans connaître leur usage, suivant le rapport qui fut fait par eux ; que cela lui fit croire que c’était pour noyer les prêtres, qui le furent effectivement. »
Le canonnier Wailly, de faction sur le ponton La Samaritaine, dans la nuit du 16 au 17 novembre, laisse l’unique témoignage sur cette première noyade :

« Environ minuit et demi, huit particuliers de moi inconnus se sont approchés du bord dudit pontons montés sur un canot ; je les ai hélés, et, au mot de qui vive ! il m’a été répondu : Commandant, nous allons à bord. En effet, ils se sont approchés et m’ont demandé la liberté de passer avec un gabareau, qu’ils me dirent être chargé de 90 brigands, que j’ai su depuis être 90 prêtres.  Je leur ai répondu que la consigne qui m’était donnée était de ne laisser passer aucun bâtiment, que l’on ne m’apparaisse d’ordre supérieur. Sur ma réponse, l’un de ces individus, nommé Fouquet, me menaça de me couper en morceaux, parce que, ajouta-t-il, lui et sa troupe étaient autorisés à passer partout sans qu’on pût les arrêter. Je leur demandai à voir leurs pouvoirs, ils obéirent et me présentèrent un ordre conçu à peu près en ces termes, et signé Carrier, représentant du peuple : « Permis aux citoyens Fouquet et Lamberty de passer partout ou besoin sera avec un gabareau chargé de brigands, sans que personne puisse les interrompre ni troubler dans ce transport. » Muni de l’ordre du représentant Carrier que Fouquet et Lamberty venaient de me présenter, je ne crus pas devoir insister davantage ; en conséquence, les particuliers montant le canot et le gabareau contenant les individus passèrent sous la batterie du ponton où j’étais en faction, et un quart d’heure après j’entendis les plus grands cris partir du côté des bateaux qui venaient de se séparer  de moi, et à la faveur du silence de la nuit, j’entendis parfaitement que les cris de ceux que j’avais entendus auparavant étaient ceux des individus renfermés dans le gabareau, que l’on faisait périr de la façon la plus féroce. Je réveillai mes camarades du poste, lesquels, étant sur le pont, ont entendu les mêmes cris, jusqu’à l’instant où tout fut englouti. »

Environ 90 prêtres périssent victimes de la première noyade. On compte cependant trois survivants qui sont recueillis par des matelots de L’Imposant qui leur donnent de l’eau-de-vie pour les réchauffer. Informé, le Comité révolutionnaire ordonne au capitaine Lafloury, commandant du navire, de faire transférer les trois prêtres dans une galiote hollandaise le 19 novembre, selon Fourier, directeur de l’hospice révolutionnaire « Ces prêtres furent repris et noyés le lendemain, le fait m’a été certifié par Foucault, qui était présent à la noyade ». Julien Landeau, curé de Saint-Lyphard parvient à s'échapper et regagne sa paroisse où il vit en clandestinité jusqu'en 1795. Il est l'unique survivant de la première des noyades de Nantes.
Le 17 novembre, Carrier rend compte à la Convention nationale de l’opération en termes voilés :

« Un événement d’un genre nouveau semble avoir voulu diminuer le nombre des prêtres ; 90 de ceux que nous désignons sous le nom de réfractaires, étaient renfermés dans un bateau sur la Loire. J’apprends à l’instant, et la nouvelle en est très-sûre, qu’ils ont tous péri dans la rivière. »

### Deuxième noyade
La deuxième noyade de prêtres est encore le fait de Guillaume Lamberty. Plusieurs hommes de la compagnie Marat conduits par Foucauld détroussent méthodiquement les 58 prêtres arrivés d'Angers. Les prêtres sont transférés sur une gabare spécialement aménagée et emmenés loin du port, à l'entrée de l'estuaire où il est procédé à leur submersion. Cette fois il n'y a aucun survivant.

### Troisième noyade dite du Bouffay

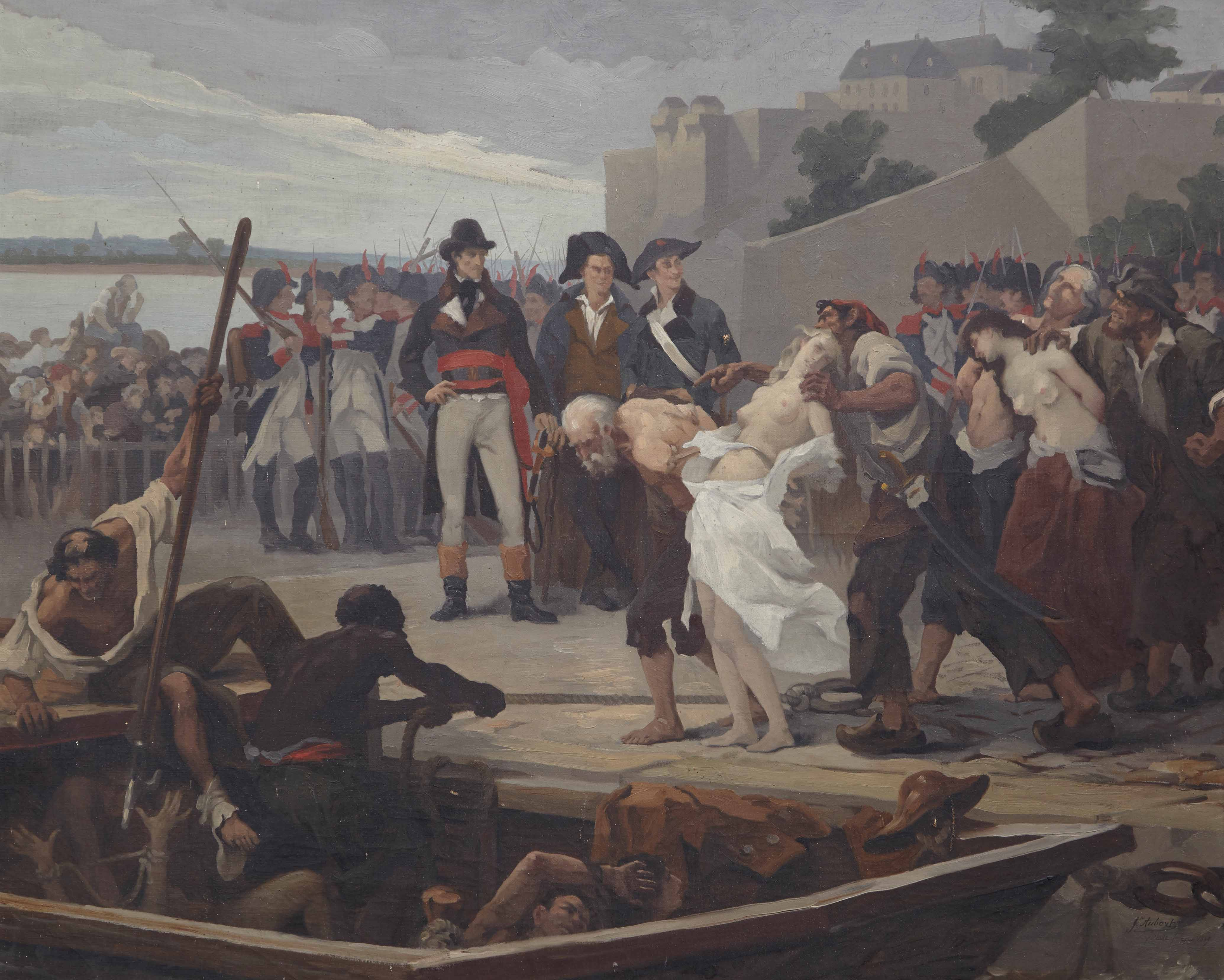
Les noyades de Nantes en 1793, peinture de Joseph Aubert, 1882.

La troisième noyade, dite du Bouffay, est la noyade la plus connue, grâce à l'abondance des témoignages la concernant à cause de la participation du comité révolutionnaire de Nantes. Ces témoignages sont recueillis après l'arrestation des membres du comité le 12 juin 1794.
Le 14 décembre 1793, à huit heures du soir, un agent entre à la prison du Bouffay avec deux paquets de cordes et un ordre signé du comité de rassembler les 155 détenus. La liste de ces 155 détenus avait été rédigée dans la nuit du 4 décembre lors d'une réunion des corps administratifs. Les prisonniers figurants sur cette liste appartiennent à toutes les conditions sociales ; il s'y trouve quelques nobles et un grand nombre de détenus de droit commun.
À 9 heures, les hommes de la compagnie Marat et le comité révolutionnaire de Nantes menés par Goullin, Bachelier et Grandmaison arrivent à la prison. Les Sans-culottes Marat se font d'abord servir à boire et à manger puis « ils défirent leurs paquets de cordes et s'amusèrent à se lier les uns les autres pour connaître ceux qui seraient en ce genre les plus habiles. »
À 11 heures, suivi d'hommes armés, Gérardeaux, dit « Joson », guichetier de la prison des Saintes-Claires, entre dans la cour et crie à voix haute pour être entendu des détenus : « Allons, levez-vous, faites vos paquets, point d'exception, n'oubliez pas vos portefeuilles, c'est l'essentiel. ». Les Marats et les membres du comité révolutionnaire font alors ouvrir les cellules et appellent les prisonniers qui figurent sur la liste ; les récalcitrants sont frappés à coups de plat du sabre.

« Pendant l'appel, un factionnaire placé près de la fenêtre de la chambre que j'habitais s'approcha de moi, et lui ayant demandé où l'on voulait mener une partie des prisonniers, il répondit qu'on allait les mettre dans des maisons d'émigrés pour purifier l'air de la prison. L'ayant prié de s'informer si nos noms étaient sur la liste, il fut s'en instruire à un grand jeune homme que je reconnais maintenant pour être Grandmaison, et qui était alors près de l'infirmerie à faire l'appel. Je n'entendis aucune des questions qu'il fit à ce dernier, mais seulement le dialogue que deux de ces cannibales tinrent à l'occasion d'un nommé Anna, gendarme de Paris, excellent patriote, jugé à peu de frais à deux ans de fers, et qui était en ce moment aux portes de la mort. L'un, en lui ouvrant les paupières disait : « Bast ! il va mourir, il ne peut pas marcher ; que veux-tu faire de cela ? Demain il sera mort ; vois-tu comme il roule les yeux ? » L'autre répondit : « C'est égal, il y a des voitures ; il faut l'emmener. » 
Ce qu'ils firent... Nous fûmes assurés du sort qui attendait les prisonniers lorsqu'un nommé Poignan, renvoyé devant la Convention pour qu'elle prononçât sur son sort, s'étant échappé de la cuisine de la geôle où on les attachait, vint sous notre fenêtre nous dire d'un ton effrayé : « Nous sommes perdus, mes amis, on va nous noyer. » Nous fermâmes aussitôt notre fenêtre qui jusqu'à ce moment était restée entièrement ouverte, la laissant seulement un peu entr'ouverte. J'ai entendu dire par un de ces noyeurs : « Eh ! Durassier, amène-m'en donc encore un. Tiens, le voilà, je te le recommande durement. C'était le nommé Quoniam. Après qu'ils eurent vidé le petit civil, ils furent dans la ci-devant chapelle, et, chemin faisant, j'entendis un autre canonnier qui disait : « Dépêchons-nous, la marée perd ; tiens, bois un coup d'eau-de-vie. » Puis s'arrêtant dans la cour, ils lurent leur liste ; mais comme ils étaient absolument ivres, j'entendis l'un d'eux prononcer : « Tatelin, Titelin, Tentelin, où est-il donc ? » Puis, continuant, ils nommèrent Pillet aîné, Pillet jeune, Martin, etc ajoutant : Ils sont à l'hôpital, dépêchons-nous, car voilà quatre heures, nous ne pourrons sans doute pas y aller. »

— Témoignage de Teinglein.
Cette troisième noyade a coûté la vie à cent vingt-neuf détenus, dans la nuit du 14-15 décembre 1793 (24-25 frimaire an II). Menés par Jean-Jacques Goullin et Michel Moreau-Grandmaison, les « Marat » gagnent la prison du Bouffay. La plupart de ces hommes sont ivres et plus tout à fait en état de consulter leurs listes, ils raflent alors au hasard les prisonniers dans leurs cellules. Ils les attachent ensuite deux par deux à une pierre après les avoir dépouillés de leurs objets personnels et de leur argent. Embarqués sur une sapine, les suppliciés sont dirigés vers l'aval de la Loire et l'embarcation coulée un peu plus loin que Trentemoult, au bout de l'île Cheviré.

### Poursuite des noyades

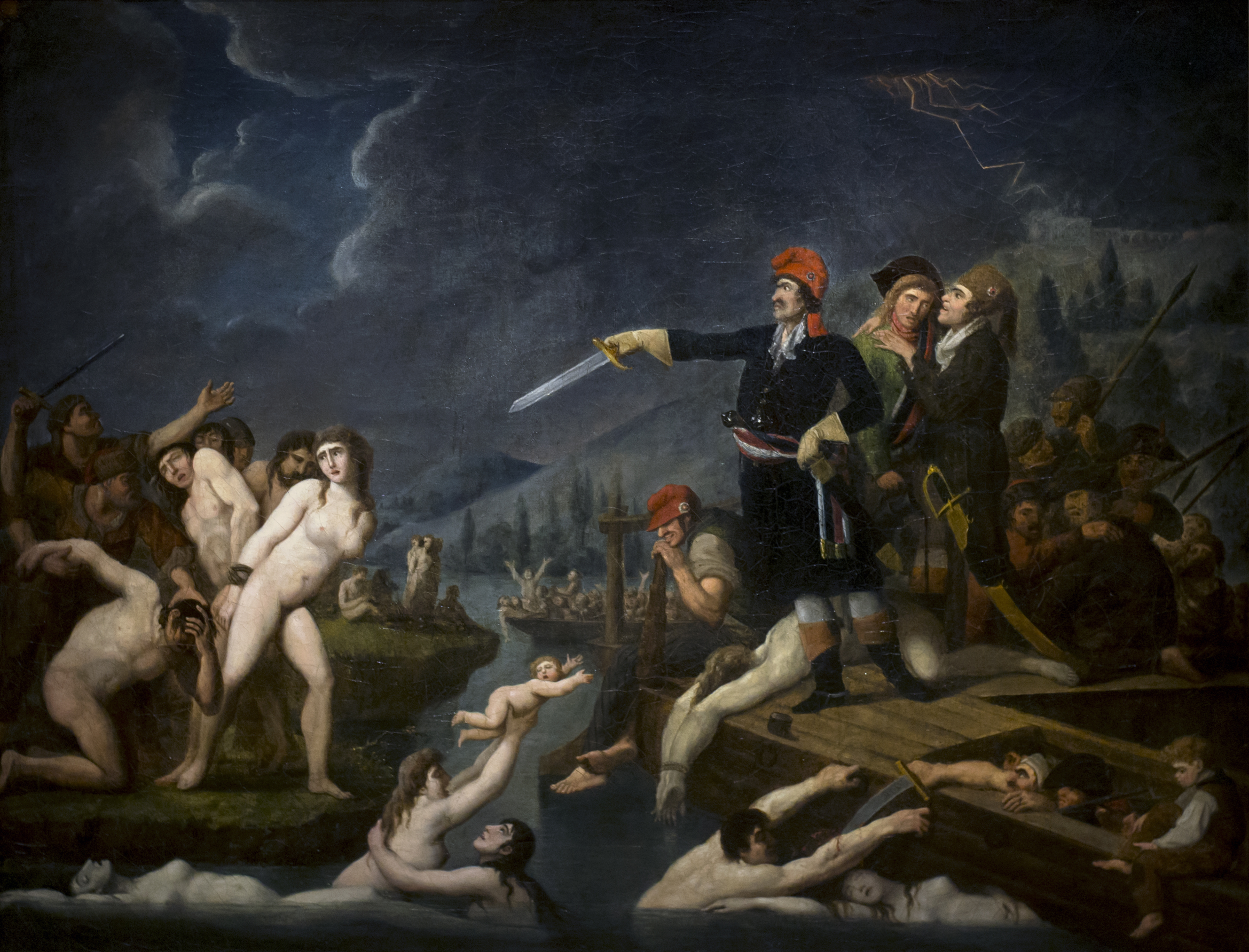
Les Noyades de Nantes, peintre anonyme, Musée d'histoire de Nantes.

Le 22 décembre 1793, lecture est faite d'un courrier de Carrier lors d'une séance du Comité de salut public, ici retranscrite :

« Carrier représentant du peuple près l'armée de l'ouest donne avis au Comité que tout le continent et le marais sur la rive gauche de la Loire sont au pouvoir de la République. Westermann a poursuivi le noyau des brigands qui s'était porté à Châteaubriant ; que cette bande a évacué ce poste et a marché à Savenay. Il ajoute un mot du miracle de la Loire qui vient encore d'engloutir 360 contre-révolutionnaires de Nantes ; que depuis qu'ils ont disparu les armées brigandines ont été battues et ont manqué de tout. »

Vers le 3 nivôse an II, soit le 23 décembre 1793, une importante exécution est effectuée avec deux bateaux à Chantenay. Celle-ci est rapportée lors du procès de Carrier par plusieurs témoins, dont Fréteau et le canonnier Wailly. 800 personnes périssent lors de cette noyade, dont des femmes et des enfants. Parmi les condamnés figurent également de nombreux Allemands, déserteurs de la Légion germanique, qui avaient rallié les Vendéens. Dans le jargon cynique des soldats républicains, on désignait par « mariage républicain » le mode d'exécution qui consistait à attacher nus un homme et une femme avant de les noyer. 

« Environ huit cents individus, de tout âge et de tout sexe, et beaucoup d'Allemands, furent conduits sur deux bateaux, entre la Sécherie et Trentemoult ; l'un des deux bateaux fut coulé dans l'endroit, sur le second il se trouva des marins qui n'étaient pas liés, ils firent aller le bateau en dérive, lequel fut s'échouer sur l'île Cheviré. Beaucoup d'entre eux se sauvèrent sur cette île, alors Affilé et un autre furent chercher la garde pour achever ceux qui n'étaient achevés et noyés. »

— Témoignage du marinier Colas Fréteau

« Deux gabares, chargés d'individus, s'arrêtèrent à un endroit nommé la Prairie-au-Duc ; là, moi et mes camarades, nous avons vu le carnage le plus horrible que l'on puisse voir : plus de 800 individus de tout âge et de tout sexe furent inhumainement noyés et coupés par morceaux. J'entendis Fouquet et ses satellites reprocher à quelques-uns d'entre eux qu'ils ne savaient pas donner de coups de sabre, et leur montrait par son exemple comment il fallait s'y prendre. Les gabares ne coulaient pas assez vite au fond, on tirait des coups de fusils sur ceux qui étaient dessus. Les cris horribles de ces malheureuses victimes ne faisaient qu'animer davantage leurs bourreaux. J'observai que tous les individus qu'on a noyés dans cette nuit furent préalablement dépouillés nus comme la main. En vain les femmes réclamaient-elles qu'on leur laissât leurs chemises, tout leur fut refusé et elles périrent. Leurs hardes, leurs bijoux, leurs assignats furent la proie de ces anthropophages, et, ce qu'on aura peine à croire, c'est que ceux qui les avaient ainsi dépouillés vendaient le lendemain matin ces dépouilles au plus offrant. »

— Témoignage du canonnier Wailly

« Environ huit jours après [la noyade des prêtres d'Angers] ils furent sommés comme ci-dessus, par Fouquet et Robin, de tenir prêts deux grands bateaux, et, le même jour, sur les dix heures du soir, lesdits Fouquet, Robin et autres chargèrent environ huit cents individus de tout âge et de tout sexe sur ces deux bateaux, qui furent conduits vis-à-vis de Chantenay, lesquels furent noyés comme à la précédente noyade, et le déclarant et une douzaine de mariniers qui lui aidaient ne reçurent pas de paye. »

— Témoignage du batelier Pierre Robert
Le 26 décembre 1793, à Nantes, le commissaire civil Benaben écrit aux administrateurs du Maine-et-Loire :

« Ici on emploie une toute [sic] autre manière de nous débarrasser de cette mauvaise engeance. On met tous ces coquins-là dans des bateaux qu'on fait couler ensuite à fond. On appelle cela « envoyer au château d'eau ». En vérité, si les brigands se sont plaints quelquefois de mourir de faim, ils ne pourront pas se plaindre au moins qu'on les fasse mourir de soif. On en a fait boire aujourd'hui environ douze cents. Je ne sais qui a imaginé cette espèce de supplice, mais il est beaucoup plus prompt que la guillotine qui ne paraît désormais destinée qu'à faire tomber la tête des nobles, des prêtres et de tous ceux qui, par le rang qu'ils occupaient autrefois, avaient une grande influence sur la multitude,. »

### Noyades des galiotes

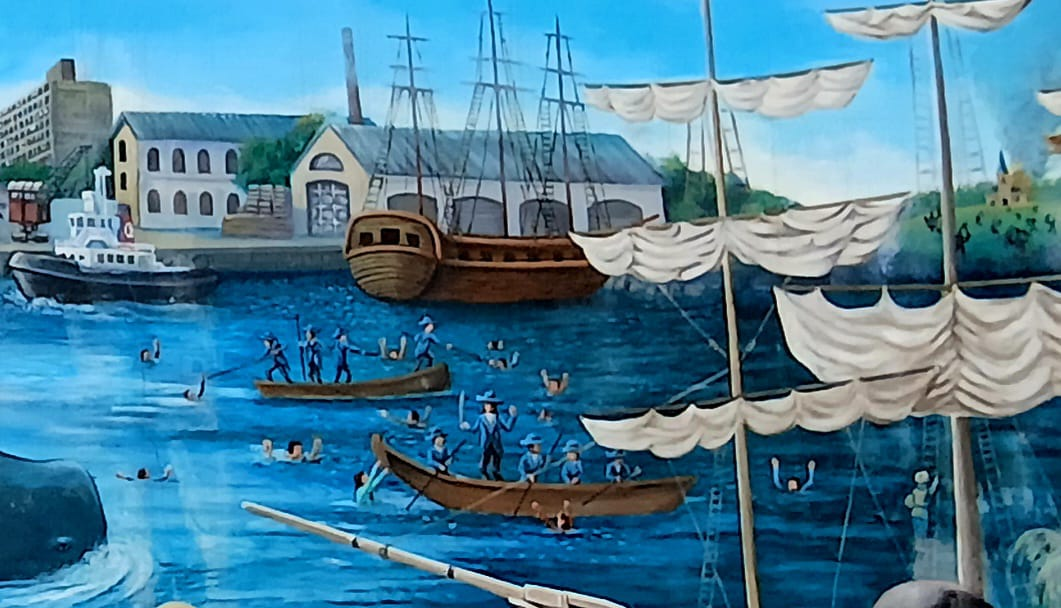
Noyades de Nantes, représentées sur Le Mur tombé du ciel.

Du 29 décembre 1793 (9 nivôse an II) au 18 janvier 1794 (29 nivôse an II), ce furent les « noyades des galiotes », des navires hollandais restés à Nantes par suite du blocus et qu'on déplaça pour la circonstance vers la prison de l'Entrepôt des cafés. Impossible de dire s'il y eut deux ou trois expéditions. À chaque fois, deux cents à trois cents victimes, hommes, femmes et enfants mêlés. Il semble que l'ultime noyade organisée sous la direction de Carrier, destinée à vider la prison de l'Entrepôt des cafés, ait été perpétrée dans la nuit du 29 au 30 janvier 1794 (10-11 pluviôse an II) et ait concerné quatre cents détenus environ.

### Noyade de la baie de Bourgneuf
Une ultime noyade a lieu le 23 février 1794 dans la baie de Bourgneuf. Dans une lettre datée du 1er octobre 1794 et lue à la Convention, le commissaire des guerres Bouquet dénonce cette noyade ordonnée par l'adjudant-général Lefebvre qui aurait provoqué la mort de 41 personnes : deux hommes, dont un vieillard aveugle de 78 ans, douze femmes, douze filles et quinze enfants, dont dix de 6 à 10 ans et cinq enfants à la mamelle.

## Estimations du nombre des victimes
Le nombre des victimes n'est pas connu avec précision : 
- selon Roger Dupuy, il y a entre 7 et 11 noyades, avec 300 à 400 victimes à chaque fois[17] ;
- selon Jacques Hussenet, 1 800 à 4 800 personnes sont noyées sur ordre de Carrier, 2 000 autres personnes étant peut-être noyées sur ordre d'autres révolutionnaires nantais[18] ;
- entre 1 800 et 4 000 personnes périssent dans les noyades selon Jean-Clément Martin[19] ;
- Alfred Lallié évalua à 4 860 le nombre des noyés[20], nombre repris par Hippolyte Taine[21] ;
- selon Reynald Secher, il y a 4 800 victimes, rien que pour l'automne 1793[22] ;
- pour Gaston Martin environ 1 800, pour Fouquet 9 000, pour Mellinet 3 500[23].

Par ailleurs, les noyades eurent également des conséquences pour la population nantaise, puisque les cadavres polluèrent l'eau du fleuve au point que selon la municipalité « une ordonnance de police doit être prise pour interdire de boire l'eau de la Loire, que les cadavres ont infectée ». Les noyades contribuèrent donc à aggraver l'épidémie de typhus qui commençait à ronger les habitants de la ville[réf. nécessaire]. 